# Plaza Elíptica (Vigo)
La plaza de Francisco Fernández del Riego, popularmente conocida como plaza Elíptica, es una plaza semipeatonal, años antes glorieta, situada en la ciudad española de Vigo. De forma elipsoide, conecta con las calles Marqués de Alcedo, Nicaragua, Padre don Rúa y Fernando Conde. 

## Historia
La plaza Elíptica comenzó siendo apenas un descampado en el centro de la ciudad. Ulteriormente se realizaron diferentes actuaciones y humanizaciones en la plaza, y se construyó centro comercial con el mismo nombre (centro comercial Plaza E), uno de los primeros de la ciudad.
En 2001 se edificó un monumento en el centro de la plaza consistente en varias chimeneas metálicas, creadas por Jesús Valmaseda, arquitecto vigués de origen castellano-manchego. Las estructuras con forma de chimenea, de ocho metros de altura y construidas en aluminio, ocupan el centro de lo que antiguamente fuera una rotonda.
La plaza se remodeló y humanizó de nuevo en 2024, con un presupuesto de 2,3 millones de euros, para aumentar un 30 % la peatonalización, además de la creación de espacios verdes, aparcamientos de bicicletas y paneles solares para hacer de la plaza una vía autónoma. En dicha actuación se colocó un busto de piedra en honor del escritor Francisco Fernández del Riego, homenajeado en 2023 con el Día de las Letras Gallegas. 

## Galería de imágenes

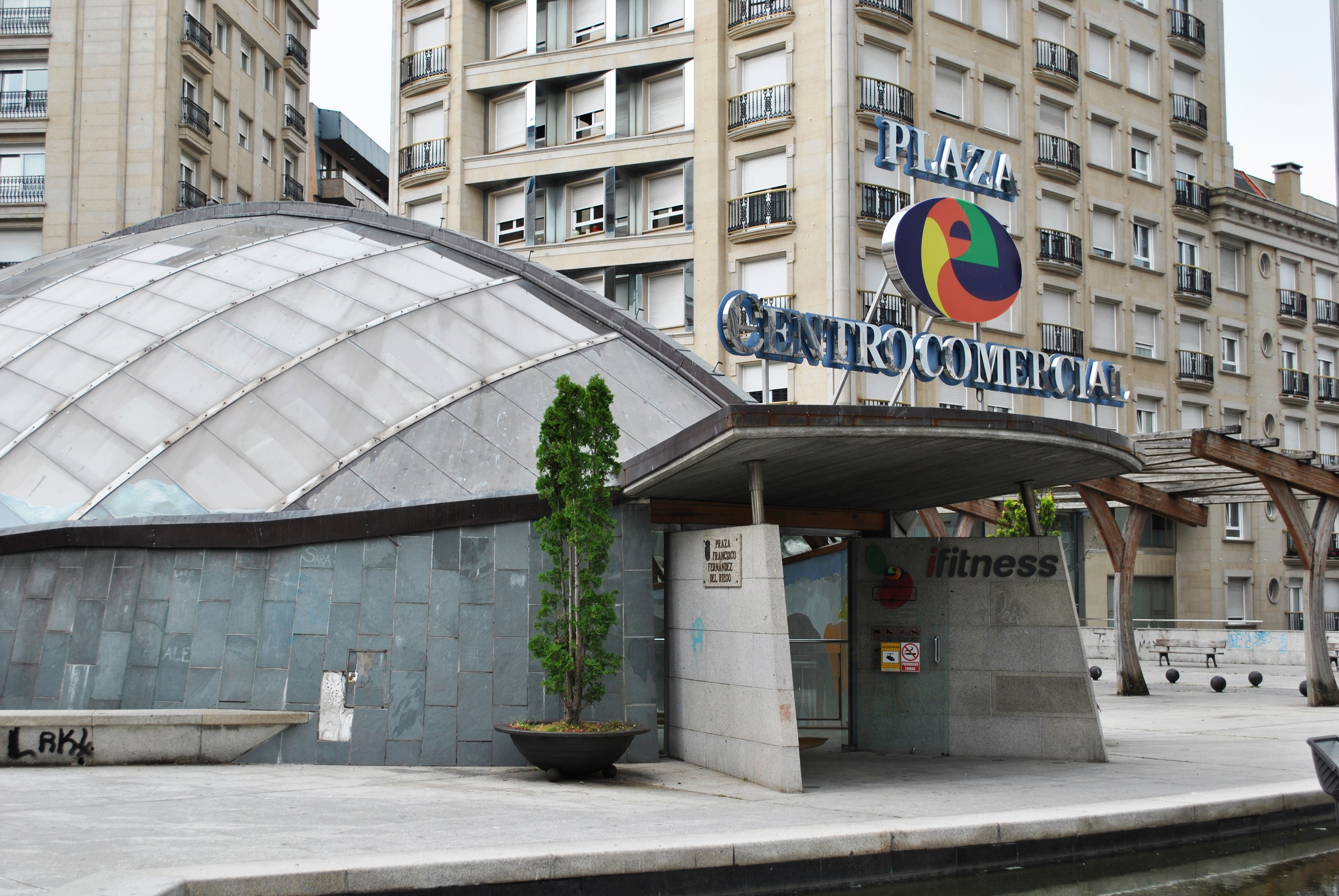
Centro comercial Plaza E.
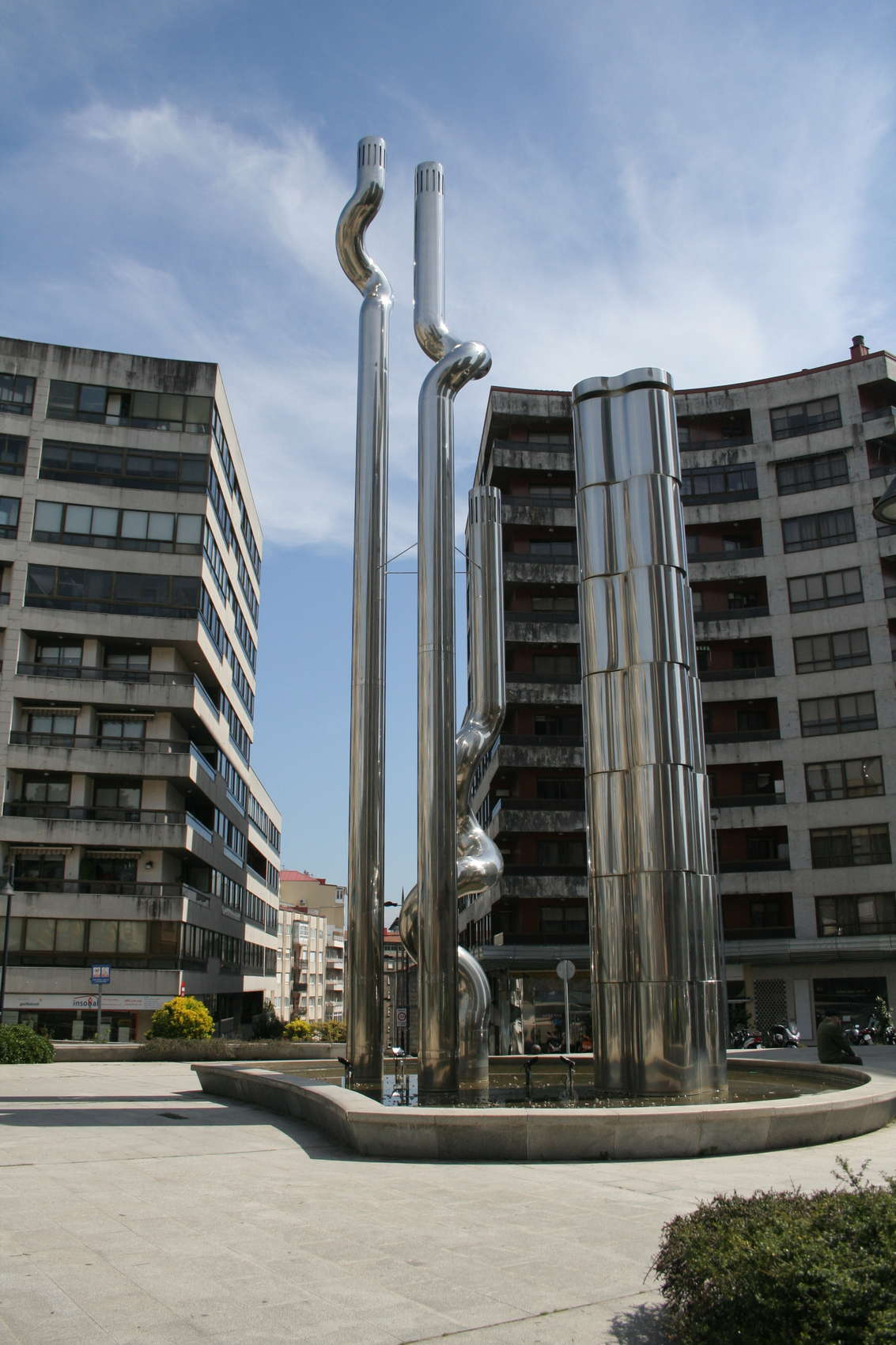
Monumento Chimeneas (2001).
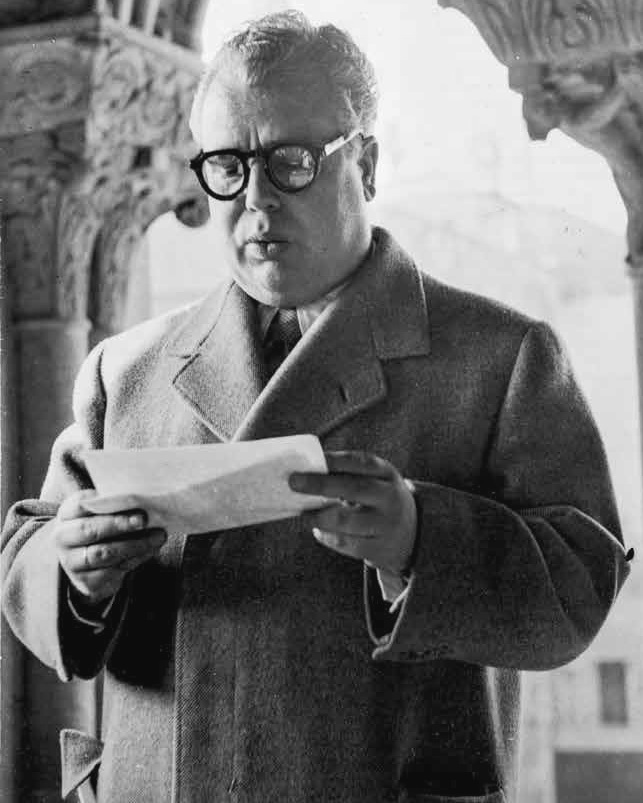
Francisco Fernández del Riego.